# Bobby Voelker
Bobby Voelker (Kansas, 26 de abril de 1979) é um lutador americano de MMA. Atualmente compete no peso meio-médio. Ele já competiu pelo Strikeforce, M-1 Challenge, e Titan FC e UFC.

## Background
Voelker nasceu em Kansas City, Kansas, e estudou na Shawnee Mission South High School onde praticou futebol americano, natação e mergulho. Voelker também participou de muitas brigas de rua sendo acusado de agressão quando ele tinha 18 anos, mais tarde começou a praticar boxe e kickboxing na escola. Após terminar o colégio, Voelker ingressou brevemente em uma faculdade, porém logo abandonou-a.

## Carreira no MMA

### Strikeforce
Voelker estreou no Strikeforce no dia 20 de novembro de 2009 no Strikeforce Challengers: Woodley vs. Bears, onde enfrentou o veterano do WEC, Erik Apple. Voelker venceu por nocaute técnico (socos) no segundo round
Sua segunda aparição na organização foi no Strikeforce Challengers: Lindland vs. Casey, onde enfrentou o lutador estadunidense, Roger Bowling. A luta terminou por decisão técnica a favor de Bowling devido a uma lesão ocular involuntária para Bowling.
Voelker enfrentou no dia 23 de julho de 2010 o lutador Cory Devela. Bobby venceu por decisão dividida após três rounds.
A revanche contra Bowling aconteceu no Strikeforce Challengers: Bowling vs. Voelker. Voelker dominou a luta e venceu por nocaute técnico (socos)no segundo round. Voelker e Bowling se enfrentaram pela terceira vez no Strikeforce Challengers: Voelker vs. Bowling III sendo essa a primeira trilogia do Strikeforce. Mais uma vez, Voelker dominou a luta e venceu por nocaute técnico após um joelhada aplicada no sgundo round.

### Ultimate Fighting Championship
Em janeiro de 2013, o Strikeforce foi comprado pela Zuffa (agência responsável pelo UFC). Sendo assim, foi lançado uma lista de lutadores programados para serem trazidos para o Ultimate em meados de janeiro, Voelker foi incluído.
Na sua estreia, Voelker enfrentou Patrick Côté, lutando pelo peso meio-médio, no dia 16 de março de 2013 no UFC 158. Despite finishing strong and winning the third round, Voelker perdeu a luta por decisão unânime (29-28, 29-28, 29-28).
Voelker era esperado para enfrentar James Head no dia 28 de agosto de 2013 no UFC Fight Night: Condit vs. Kampmann II.  Todavia, em 11 de julho, foi anunciado que Voelker foi chamado para substituir o afegão Siyar Bahadurzada. Ele enfrentou Robbie Lawler em 27 de julho de 2013 no UFC on Fox 8. Voelker perdeu por nocaute técnico após ser acertado com um chute na cabeça
Voelker enfrentou o brasileiro William Macario no dia 28 de dezembro de 2013 pelo UFC 168. Após uma atuação louvável do brasileiro, Voelker amargou sua terceira vitória seguida ao ser derrotado por decisão unânime.
Apesar das três derrotas seguidas, Voelker recebeu mais uma chance no UFC, mas novamente foi derrotado por Lance Benoist em 7 de Junho de 2014 no UFC Fight Night: Henderson vs. Khabilov por decisão unânime.
Com a quarta derrota seguida, o UFC anunciou no dia 30 de setembro de 2014 que Voelker havia sido demitido.

## Cartel no MMA
| Cartel no MMA   |             |             |
| 36 lutas        | 24 vitórias | 12 derrotas |
| Por nocaute     | 15          | 3           |
| Por finalização | 4           | 1           |
| Por decisão     | 5           | 7           |
| Desconhecido    | 0           | 1           |

| Res.    | Cartel | Oponente           | Método                             | Evento                                           | Data       | Round | Tempo | Local                   | Notas                          |
| ------- | ------ | ------------------ | ---------------------------------- | ------------------------------------------------ | ---------- | ----- | ----- | ----------------------- | ------------------------------ |
| Derrota | 24-12  | Lance Benoist      | Decisão (unânime)                  | UFC Fight Night: Henderson vs. Khabilov          | 07/06/2014 | 3     | 5:00  | Albuquerque, New Mexico |                                |
| Derrota | 24-11  | William Macario    | Decisão (unânime)                  | UFC 168: Silva vs. Weidman II                    | 28/12/2013 | 3     | 5:00  | Las Vegas, Nevada       |                                |
| Derrota | 24–10  | Robbie Lawler      | Nocaute (chute na cabeça e socos)  | UFC on Fox: Johnson vs. Moraga                   | 27/07/2013 | 2     | 0:24  | Seattle, Washington     |                                |
| Derrota | 24–9   | Patrick Côté       | Decisão (unânime)                  | UFC 158: St. Pierre vs. Diaz                     | 16/03/2013 | 3     | 5:00  | Montreal, Quebec        |                                |
| Vitória | 24–8   | Roger Bowling      | Nocaute Técnico (joelhada e socos) | Strikeforce Challengers: Voelker vs. Bowling III | 22/07/2011 | 2     | 2:16  | Las Vegas, Nevada       |                                |
| Vitória | 23–8   | Roger Bowling      | Nocaute Técnico (socos)            | Strikeforce Challengers: Bowling vs. Voelker II  | 22/10/2010 | 2     | 3:58  | Fresno, California      |                                |
| Vitória | 22–8   | Cory Devela        | Decisão (dividida)                 | Strikeforce Challengers: del Rosario vs. Mahe    | 23/07/2010 | 3     | 5:00  | Everett, Washington     |                                |
| Derrota | 21–8   | Roger Bowling      | Decisão Técnica (unânime)          | Strikeforce Challengers: Lindland vs. Casey      | 21/05/2010 | 3     | 1:38  | Portland, Oregon        |                                |
| Vitória | 21–7   | Erik Apple         | Nocaute Técnico (socos)            | Strikeforce Challengers: Woodley vs. Bears       | 29/11/2009 | 2     | 1:23  | Kansas City, Kansas     |                                |
| Derrota | 20–7   | Brendan Seguin     | Decisão (unânime)                  | CSC Fight Night 1                                | 02/10/2009 | 3     | 5:00  | Kansas City, Kansas     |                                |
| Vitória | 20–6   | Thomas Aaron       | Nocaute Técnico (socos)            | Extreme Fight Production                         | 12/07/2009 | 2     | 1:47  | Kansas City, Kansas     |                                |
| Vitória | 19–6   | Dominic Brown      | Nocaute Técnico (socos)            | Titan Fighting Championships                     | 13/03/2009 | 2     | 1:33  | Kansas City, Kansas     |                                |
| Vitória | 18–6   | CJ Fernandes       | Nocaute Técnico (socos)            | X-Treme Fight 1                                  | 23/01/2009 | 2     | 2:41  | Kansas City, Missouri   |                                |
| Derrota | 17–6   | Jacob Volkmann     | Decisão (unânime)                  | VFC 25: Primetime                                | 05/12/2008 | 5     | 5:00  | Council Bluffs, Iowa    | Pelo Título Meio Médio do VFC. |
| Vitória | 17–5   | Amir Rahnavardi    | Decisão (unânime)                  | M-1 Challenge 8: USA                             | 29/10/2008 | 3     | 5:00  | Kansas City, Missouri   |                                |
| Vitória | 16–5   | Dominic Brown      | Nocaute Técnico                    | VFC 24: Revolution                               | 26/07/2008 | 2     | N/A   | Council Bluffs, Iowa    |                                |
| Vitória | 15–5   | Ryan Braun         | Nocaute Técnico                    | MCC 14: Pride or Fate                            | 14/06/2008 | 2     | 3:17  | Urbandale, Iowa         |                                |
| Derrota | 14–5   | Kevin Burns        | Nocaute (soco)                     | VFC 23: Validation                               | 09/05/2009 | 1     | 0:30  | Council Bluffs, Iowa    |                                |
| Vitória | 14–4   | Nathan Looker      | Finalização                        | World Cage Fighting Championships                | 05/04/2008 | 1     | 1:34  | Missouri                |                                |
| Derrota | 13–4   | Joey Gorczynski    | Decisão (dividida)                 | TFC 11: Battlestar 2                             | 22/03/2008 | 3     | N/A   | Kansas City, Missouri   |                                |
| Vitória | 13–3   | Matt Delanoit      | Finalização                        | MCC 11: Night of Champions                       | 21/11/2007 | 3     | 1:43  | Des Moines, Iowa        |                                |
| Derrota | 12–3   | Leonardo Pecanha   | Finalização (chave de braço)       | TFC 8: Summer Mayhem                             | 27/07/2007 | 1     | 1:58  | Kansas City, Kansas     |                                |
| Vitória | 12–2   | Danny Anderson     | Decisão                            | VFC 19: Inferno                                  | 18/05/2007 | 3     | N/A   | Council Bluffs, Iowa    |                                |
| Vitória | 11–2   | Warren Walker      | Nocaute Técnico (socos)            | TFC 7: Red Rumble                                | 23/03/2007 | 1     | 1:04  | Kansas City, Kansas     |                                |
| Vitória | 10–2   | Victor Moreno      | Nocaute Técnico                    | MCC 7: Valentine's Massacure                     | 17/02/2007 | 2     | N/A   | Des Moines, Iowa        |                                |
| Vitória | 9–2    | Ken Jackson        | Nocaute Técnico                    | Titan Fighting Championships 6                   | 26/01/2007 | 1     | 3:08  | Kansas City, Kansas     |                                |
| Vitória | 8–2    | Ted Worthington    | Decisão                            | MCC 6: Hard Hitters                              | 13/01/2007 | 3     | N/A   | Urbandale, Iowa         |                                |
| Vitória | 7–2    | Jody Lithicum      | Finalização (socos)                | World Series of Rumble                           | 17/11/2006 | N/A   | N/A   | Kansas                  |                                |
| Vitória | 6–2    | Clayton Marrs      | Decisão (unânime)                  | Freestyle Cage Fighting                          | 10/11/2006 | 3     | 3:00  | Tulsa, Oklahoma         |                                |
| Vitória | 5–2    | Jack Hodge         | Finalização (socos)                | Titan Fighting Championships 5                   | 04/08/2006 | 2     | 0:51  | Kansas City, Kansas     |                                |
| Derrota | 4–2    | Justin Wilcox      | Decisão (unânime)                  | Extreme Challenge 68                             | 15/07/2006 | 2     | 5:00  | Hayward, Wisconsin      |                                |
| Vitória | 4–1    | Brian Green        | Nocaute Técnico (socos)            | TFC 4: Memorial Mayhem                           | 09/06/2006 | 2     | 1:38  | Kansas City, Kansas     |                                |
| Vitória | 3–1    | Johnathan Richmond | Nocaute Técnico (socos)            | TFC 2: Hostile Takeover                          | 12/05/2006 | 1     | 1:58  | Topeka, Kansas          |                                |
| Derrota | 2–1    | Victor Moreno      | Nocaute Técnico (socos)            | MCC 2: Midwest Xplosion                          | 08/04/2006 | 1     | 0:08  | Des Moines, Iowa        |                                |
| Vitória | 2–0    | Kyle Bradley       | Nocaute (soco)                     | Titan Fighting Championships 1                   | 11/03/2006 | 1     | 4:47  | Kansas City, Kansas     |                                |
| Vitória | 1–0    | Demi Deeds         | Nocaute Técnico (socos)            | Midwest Cage Championships 1                     | 11/02/2006 | 2     | 1:11  | Des Moines, Iowa        |                                |